# If I Needed Someone
If I Needed Someone is een lied van Beatles gitarist George Harrison dat in 1965 in het Verenigd Koninkrijk werd uitgebracht op het album Rubber Soul. Toen The Hollies in 1966 een top 20-hit hadden met het nummer, werd If I Needed Someone het eerste nummer van Harrison dat succesvol gecoverd werd door een andere band. Het nummer is geïnspireerd door de muziek van The Byrds.

## Achtergrond
Op A Hard Day's Night gebruikte George Harrison voor het eerst de 12-snarige Rickenbacker gitaar die hij in 1964 in de Verenigde Staten had gekregen. Het geluid van deze gitaar en manier van gitaar spelen van Harrison zou van grote invloed zijn op folk rock artiesten zoals The Byrds. De muziek van The Byrds was op zijn beurt echter ook weer een inspiratie voor Harrison, die heeft gezegd dat If I Needed Someone is gebaseerd op de Byrds nummers The Bells of Rhymney en She Don't Care About Time.
Op If I Needed Someone is de invloed van Indiase muziek op het werk van Harrison te horen. Net als veel Indiase muziek, is het nummer gecomponeerd rondom slechts één akkoord. Volgens Harrison is het nummer geschreven rondom het D-akkoord. De compositie bevat overigens wel meer akkoorden maar leunt stevig op dat akkoord.

## Opnamen
Op 16 oktober 1965 namen The Beatles If I Needed Someone in één take op in de Abbey Road Studios in Londen. Op 18 oktober werden middels enkele overdubs aan deze opname zang door Harrison, Lennon en McCartney en tamboerijn door Ringo Starr toegevoegd.

## Release
If I Needed Someone verscheen op 3 december 1965 op het album Rubber Soul. Het nummer werd door The Beatles' Amerikaanse platenmaatschappij Capitol echter niet op dit album uitgebracht. Het nummer verscheen op 20 juni 1966 pas op het album "Yesterday"...and Today.
Het nummer werd in 1965 gecoverd door de Britse band The Hollies. Zij scoorden in 1966 een top 20-hit met deze cover.
Tijdens hun tournees van 1965 en 1966 speelden The Beatles If I Needed Someone regelmatig live. Het nummer is daarmee het enige nummer van George Harrison dat The Beatles tijdens hun liveoptredens gespeeld hebben.

## Credits
- George Harrison - zang, gitaar
- John Lennon - zang, slaggitaar
- Paul McCartney - zang, basgitaar
- Ringo Starr - drums, tamboerijn